# 남영동 대공분실
남영동 대공분실(南營洞 對共分室)은 대한민국 경찰청 산하의 대공 수사 기관이었다. 1976년 건축가 김수근에 의해 건축되었으며 1987년 박종철 고문치사 사건으로 사회에 널리 알려지게 되었다. 2005년까지 보안분실로 사용되었다가 경찰의 과거사 청산 사업의 일환으로 경찰청 남영동 인권센터로 역할을 바꾸어 운영되었다. 2018년 12월 26일 법적 관리권이 경찰청에서 행정안전부로 이관되었다. 현재 방문 관람이 가능하며,  2024년 민주인권기념관(Democracy and Human Rights Memorial Hall)으로 정식 개관할 예정이다.

## 역사
- 1976년: 지상 5층으로 준공. '국제해양연구소'라는 위장상호로 치안본부 대공분실로 운영되기 시작했다.
- 1983년: 지상 7층으로 증축
- 1985년: 민주화운동청년연합의 의장 김근태가 515호에서 고문기술자 이근안에게 고문을 당했다.
- 1987년 1월 14일: 박종철 고문치사 사건 발생

## 건축

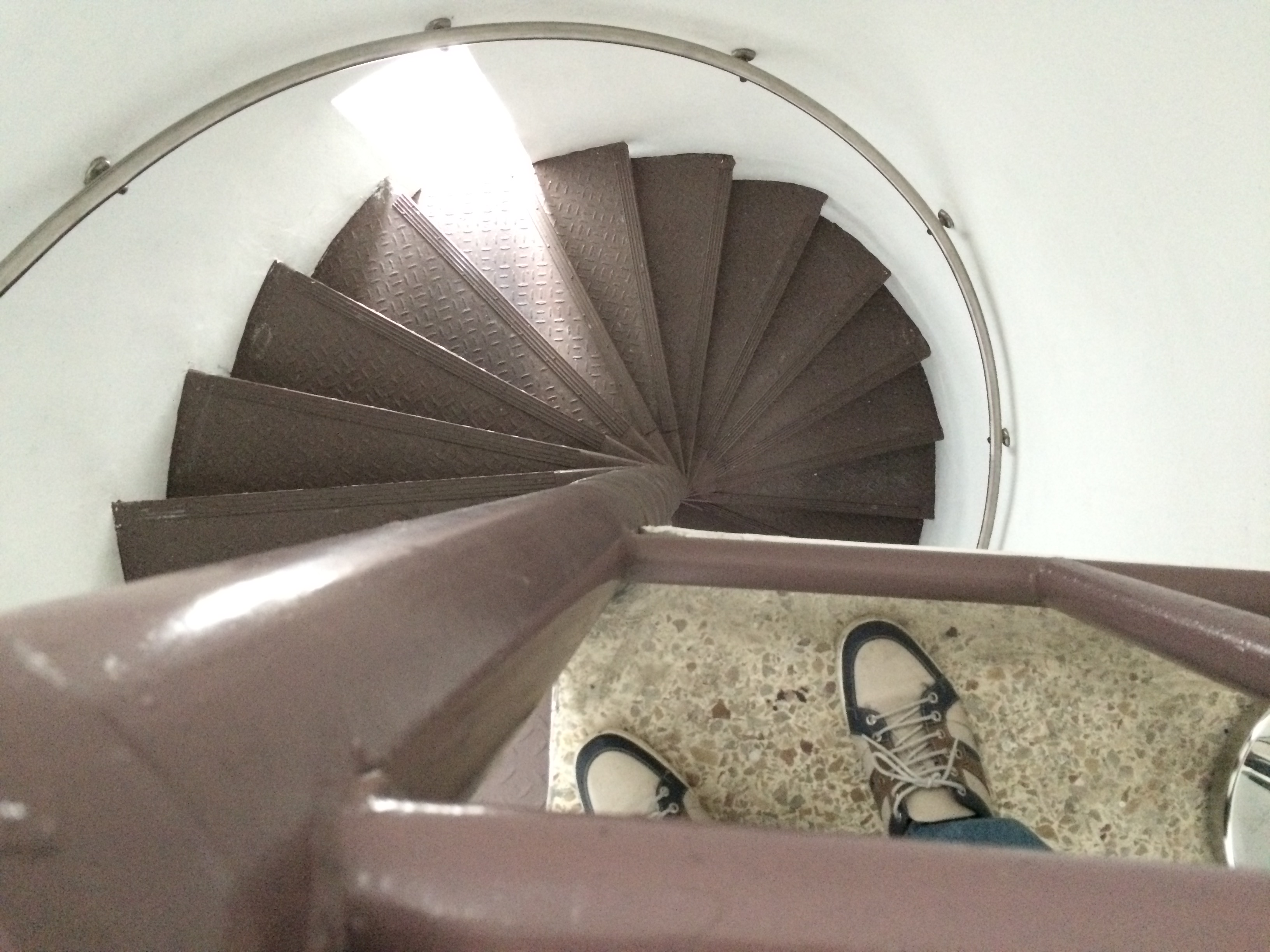
1층 뒷문에서 5층 취조실로 곧바로 이어지는 나선 계단

남영동 대공분실의 위치는 서울 용산구 한강대로71길 37(옛주소 서울 용산구 갈월동 98-8번지)로 법정 행정구역은 용산구 갈월동이지만, 건물 바로 옆으로 남영역이 있어서 남영동 대공분실로 불리게 되었다. 건물은 대지 2530 평에 7층짜리 본관과 2층 부속 건물, 2층짜리 별관과 테니스코트 등으로 구성되어 있다. 남영동 대공분실은 1976년 당시 내무장관 김치열이 발주하여 건축가 김수근에 의해 건축되었다.
건물의 외관은 검은색 벽돌로 이루어져 있고, 5층 취조실의 창문이 매우 좁은 것이 특징이다. 좁은 창문 때문에 안밖을 제대로 볼 수 없다. 무자비한 고문과 취조가 자행되던 흔적을 감추고, 외부와의 단절을 시도하려는 당국의 구상이 반영됐다. 피의자는 건물 후면에 따로 만들어진 작은 뒷문을 지나 5층 취조실로 곧바로 연결되는 나선 계단으로 올라갔다. 취조실은 모두 15개로 밖에서 전등을 끄고 켤 수 있으며 문마다 안을 감시할 수 있는 렌즈가 달려 있다. 취조실 안에는 욕조와 수세식 변기, 침대, 고정된 의자와 책상이 갖춰져 있었고, 영상보안도 갖추었다. 또한 취조실의 문들을 서로 마주 보지 않게 설계하여 문을 열어 두어도 서로 볼 수 없도록 하였다.

## 고문

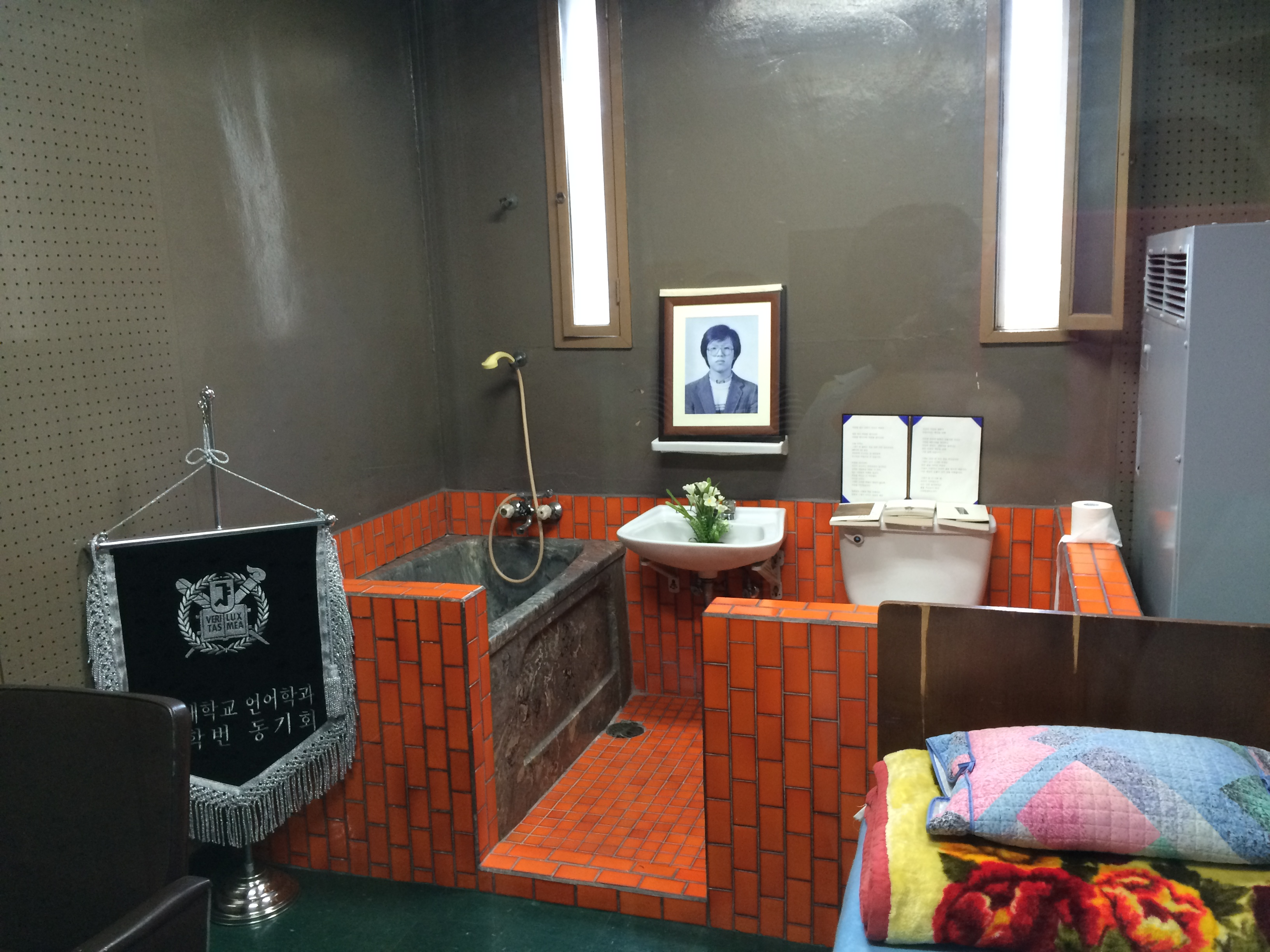
남영동 대공분실 509호. 박종철이 고문으로 숨졌다.

군사독재 시기 남영동 대공분실에서는 민주화 운동 인사에 대한 고문이 자행되었다. 취조실의 구조 자체가 24 시간 내내 피의자를 감시할 수 있는 구조로 되어 있고, 변호인 접견권과 같은 기본적인 인권도 지켜지지 않은 상태에서 가혹한 고문이 이어졌다. 1985년 9월 당시 민주화운동청년연합의 의장이었던 김근태는 남영동 대공분실 515호에서 고문기술자 이근안에게 전기고문과 물고문을 당하였다. 김근태가 고문을 당한 일을 소재로 한 영화 《남영동1985》가 2012년 개봉되었다. 남영동 대공분실이 세상에 널리 알려지게 된 계기는 1987년 1월 서울대학교 학생이던 박종철이 참고인 진술을 명목으로 연행되어 고문을 받고 사망한 사건 때문이다. 박종철은 1987년 1월 14일 509호 조사실에서 폭행과 전기고문, 물고문을 당하다 숨졌다. 당시 전두환 정권은 고문 사실을 숨기기 위해 "탁하고 치니 억하고 죽었다"는 변명을 내놓아 많은 사람들이 분노하였다. 이 사건은 당시 왕진을 왔었던 오연상 교수(당시 중앙대학교 용산병원 내분비내과 교수)가 물고문이 있었음을 암시하는 사인을 동아일보 윤상삼 기자에게 알리면서 진상이 들어나기 시작하였고, 이후 당국이 축소 은폐를 시도하여 수사관 둘만이 단독으로 저지른 일로 몰아가려고 하자 서울영등포구치소 보안계장 안유가 당시 구치소에 있던 재야인사에게 폭로하였다. 안유의 폭로는 우여곡절을 거쳐 천주교정의구현전국사제단에게 전달되었고, 1987년 5월 18일 명동성당에서 열린 5·18 광주 민주화 운동 기념미사에서 〈고문 경찰 축소 조작〉을 폭로하여 6월 항쟁의 기폭제가 되었다.

## 기념실 운용
2005년까지 보안분실로 사용되던 남영동 대공분실은 2005년 10월 4일 경찰청에서 과거 청산의 의미로 경찰청 인권센터를 개소하면서 역할을 바꾸어, 현재 서울특별시의 미래유산으로 등재되어 있다. 2008년 6월 10일 4층 및 5층에 박종철 기념전시실을 개관하여 일반인들의 방문을 허용하고 있으며 509호(박종철 사망사건이 일어난 곳)실은 유리로 막아 박종철 열사의 추모공간으로 운영하고 있다.